# Championnat d'Allemagne féminin de football de deuxième division 2017-2018
Navigation
2016-2017 2018-2019
La 2. Frauen-Bundesliga 2017-2018 est la 14e édition du championnat d'Allemagne féminin de football de deuxième division et la dernière avec deux groupes, à partir de la saison 2018-2019 le deuxième niveau du championnat féminin aura une poule unique de 14 équipes.

## Changement de Format
Les six premiers (à part le club promu en Bundesliga) des poules Sud et Nord de cette saison sont automatiquement qualifiés pour cette 2.Bundesliga à poule unique. Les 2 clubs classés à la 7e place, ainsi que les 5 champions et un vice champion de Regionalliga (3eme division allemande) joueront dans 2 poules de quatre pour déterminer les deux autres clubs qualifiés.

## Compétition

### Classement
Le classement est calculé avec le barème de points suivant : une victoire vaut trois points, le match nul un et la défaite zéro.
Les critères utilisés pour départager en cas d'égalité au classement sont les suivants :
1. différence entre les buts marqués et les buts concédés sur la totalité des matchs joués dans le championnat ;
2. plus grand nombre de buts marqués sur la totalité des matchs joués dans le championnat.

| Rang | Équipe                     | Pts | J  | G  | N | P  | Bp | Bc | Diff |
| ---- | -------------------------- | --- | -- | -- | - | -- | -- | -- | ---- |
| 1    | Borussia Mönchengladbach R | 49  | 22 | 15 | 4 | 3  | 75 | 25 | +50  |
| 2    | VfL Wolfsbourg rés.        | 46  | 22 | 14 | 4 | 4  | 65 | 14 | +51  |
| 3    | SV Meppen                  | 46  | 22 | 14 | 4 | 4  | 71 | 32 | +39  |
| 4    | FFC Turbine Potsdam rés.   | 42  | 22 | 14 | 0 | 8  | 70 | 39 | +31  |
| 5    | BV Cloppenburg             | 40  | 22 | 12 | 3 | 6  | 53 | 29 | +24  |
| 6    | FSV Gütersloh 2009         | 36  | 22 | 11 | 3 | 8  | 64 | 45 | +19  |
| 7    | FF USV Iéna rés. P         | 36  | 22 | 11 | 3 | 8  | 40 | 35 | +5   |
| 8    | Arminia Bielefeld          | 35  | 22 | 11 | 2 | 9  | 46 | 30 | +16  |
| 9    | SV Henstedt-Ulzburg        | 16  | 22 | 5  | 1 | 16 | 36 | 90 | -54  |
| 10   | TV Jahn Delmenhorst P      | 14  | 22 | 4  | 2 | 16 | 25 | 81 | -56  |
| 11   | Blau-Weiß Hohen Neuendorf  | 10  | 22 | 2  | 4 | 16 | 18 | 76 | -58  |
| 12   | Herforder SV               | 9   | 22 | 2  | 3 | 17 | 27 | 94 | -67  |

| Légende : | Légende : |
| --------- | --- |
|           | Promu en Frauen-Bundesliga. |
|           | Barragiste pour le maintien. |
|           | Relégué en Regionalliga. |
|           | R Relégué de Frauen-Bundesliga. P Promu de Regionalliga. Pts points ; G victoires ; N matchs nuls ; P défaites Bp buts marqués ; Bc buts encaissés ; Diff différence de buts |

| Rang | Équipe                | Pts | J  | G  | N | P  | Bp | Bc | Diff |
| ---- | --------------------- | --- | -- | -- | - | -- | -- | -- | ---- |
| 1    | TSG Hoffenheim rés.   | 56  | 22 | 18 | 2 | 2  | 61 | 17 | +44  |
| 2    | Bayern Munich rés.    | 54  | 22 | 17 | 3 | 2  | 59 | 19 | +40  |
| 3    | Bayer 04 Leverkusen R | 41  | 22 | 13 | 2 | 7  | 47 | 37 | +10  |
| 4    | FC Sarrebruck         | 36  | 22 | 10 | 6 | 6  | 48 | 36 | +12  |
| 5    | FFC Francfort rés.    | 33  | 22 | 10 | 3 | 9  | 38 | 27 | +11  |
| 6    | FSV Hessen Wetzlar    | 31  | 22 | 10 | 1 | 11 | 33 | 34 | -1   |
| 7    | VfL Sindelfingen      | 27  | 22 | 6  | 9 | 7  | 26 | 31 | -5   |
| 8    | TSV Schott Mayence    | 26  | 22 | 7  | 5 | 10 | 31 | 49 | -18  |
| 9    | SC Fribourg rés. P    | 22  | 22 | 5  | 7 | 10 | 28 | 31 | -3   |
| 10   | FFC Niederkirchen     | 16  | 22 | 4  | 4 | 14 | 18 | 54 | -36  |
| 11   | SG 99 Andernach P     | 14  | 22 | 4  | 2 | 16 | 29 | 52 | -23  |
| 12   | FC Cologne rés. P     | 14  | 22 | 2  | 8 | 12 | 23 | 54 | -31  |

| Légende : | Légende : |
| --------- | --- |
|           | Promu en Frauen-Bundesliga. |
|           | Barragiste pour le maintien. |
|           | Relégué en Regionalliga. |
|           | R Relégué de Frauen-Bundesliga. P Promu de Regionalliga. Pts points ; G victoires ; N matchs nuls ; P défaites Bp buts marqués ; Bc buts encaissés ; Diff différence de buts |

Les équipes réserves ne peuvent être promues en 1.Bundesliga.
mise à jour le 14 mai 2018

## Tournoi de qualification
À partir de la saison 2018-2019 la 2.Bundesliga se jouera avec une poule unique avec 14 équipes. Les clubs classés jusqu'à la sixième place sont automatiquement qualifié pour cette nouvelle 2.Bundesliga. Les deux clubs placés à la septième place, les champions des 5 championnats de la troisième division ( Regionalliga ) ainsi que le meilleur deuxième seront répartis dans 2 poules de quatre pour un tournoi de qualification dont les deux vainqueurs seront qualifiés pour cette nouvelle 2.Bundesliga.
Vu qu'aucun club de la Regionalliga Nord n'a fait de demande de participation, la Regionalliga Sud sera représentée par son champion et son vice-champion
Les groupes de qualification sont :
- FF USV Iéna  rés. (2.Bundesliga Nord)
- Eintracht Francfort (RL Sud)
- SV 67 Weinberg (RL Sud)
- FC Spire 09 (deuxième de RL Sud Ouest, le champion ne participe pas au tournoi)
- VfL Sindelfingen (2.Bundesliga Sud)
- 1. FC Union Berlin (RL Nord Est)
- SG Essen-Schönebeck  rés. (RL Est)
- Magdeburger FFC (RL Nord Est) meilleur deuxième

Les dates ont été fixées au  21 mai, 27 mai et 3 juin 2018. Les deux vainqueurs des tournois de qualification sont SG Essen-Schönebeck  rés. et SV 67 Weinberg qui sont promus en 2.Bundesliga pour la saison 2018-2019.